# Lower Alsace
Lower Alsace  è una township degli Stati Uniti d'America, nella contea di Berks nello Stato della Pennsylvania. Secondo il censimento del 2000 la popolazione è di 4.478 abitanti.

## Società

### Evoluzione demografica
La composizione etnica vede una maggioranza della razza bianca (96,56%), seguita da quella asiatica (0,89%) dati del 2000.
| township di Lower Alsace Popolazione |       |
| 2000                                 | 4.478 |
| Stima al 2009                        | 4.485 |